# Смоляниківка
Смоляникі́вка — село в Україні, в Сумській області, Сумському районі. Населення становить 11 осіб. До 2020 орган місцевого самоврядування — Ганнівсько-Вирівська сільська рада.

## Географія
Село Смоляниківка розташоване на відстані до 2 км від сіл: Москаленки, Дудченки, Котенки та Ганнівка-Вирівська.

## Історія
- Село постраждало внаслідок геноциду українського народу, проведеного урядом СССР 1923—1933 та 1946–1947 роках[1].
- 12 червня 2020 року, відповідно до розпорядження Кабінету Міністрів України № 723-р «Про визначення адміністративних центрів та затвердження територій територіальних громад Сумської області», село увійшло до складу Білопільської міської громади[2].
- 19 липня 2020 року, в результаті адміністративно-територіальної реформи та ліквідації Білопільського району, село увійшло до складу новоутвореного Сумського району[3].

## Відомі люди

### Відомі уродженці
- Полоз Микола Григорович — український композитор і поет.

## Також
- Перелік населених пунктів, що постраждали від Голодомору 1932-1933, Сумська область